# Episodi di Daniel Boone (sesta stagione)
La sesta stagione della serie televisiva Daniel Boone è stata trasmessa in anteprima negli Stati Uniti d'America dalla NBC tra il 18 settembre 1969 e il 7 maggio 1970.
| nº | Titolo originale            | Titolo italiano | Prima TV USA      | Prima TV Italia |
| -- | --------------------------- | --------------- | ----------------- | --------------- |
| 1  | A Very Small Rifle          |                 | 18 settembre 1969 |                 |
| 2  | The Road to Freedom         |                 | 2 ottobre 1969    |                 |
| 3  | Benvenuto... Who?           |                 | 9 ottobre 1969    |                 |
| 4  | The Man                     |                 | 16 ottobre 1969   |                 |
| 5  | The Printing Press          |                 | 23 ottobre 1969   |                 |
| 6  | The Traitor                 |                 | 30 ottobre 1969   |                 |
| 7  | The Grand Alliance          |                 | 13 novembre 1969  |                 |
| 8  | Target Boone                |                 | 20 novembre 1969  |                 |
| 9  | A Bearskin for Jamie Blue   |                 | 27 novembre 1969  |                 |
| 10 | The Cache                   |                 | 4 dicembre 1969   |                 |
| 11 | The Terrible Tarbots        |                 | 11 dicembre 1969  |                 |
| 12 | Hannah Comes Home           |                 | 25 dicembre 1969  |                 |
| 13 | An Angel Cried              |                 | 8 gennaio 1970    |                 |
| 14 | Perilous Passage            |                 | 15 gennaio 1970   |                 |
| 15 | Sunshine Patriots           |                 | 22 gennaio 1970   |                 |
| 16 | Mamma Cooper                |                 | 5 febbraio 1970   |                 |
| 17 | Before the Tall Man         |                 | 12 febbraio 1970  |                 |
| 18 | Run for the Money           |                 | 19 febbraio 1970  |                 |
| 19 | A Matter of Vengeance       |                 | 26 febbraio 1970  |                 |
| 20 | The Landlords               |                 | 5 marzo 1970      |                 |
| 21 | Readin', Ritin', and Revolt |                 | 12 marzo 1970     |                 |
| 22 | Noblesse Oblige             |                 | 26 marzo 1970     |                 |
| 23 | The Homecoming              |                 | 9 aprile 1970     |                 |
| 24 | Bringing Up Josh            |                 | 16 aprile 1970    |                 |
| 25 | How to Become a Goddess     |                 | 30 aprile 1970    |                 |
| 26 | Israel and Love             |                 | 7 maggio 1970     |                 |